# Schizolaena pectinata
Schizolaena pectinata là một loài thực vật có hoa trong họ Sarcolaenaceae. Loài này được Capuron miêu tả khoa học đầu tiên năm 1963.